# South English
South English – miasto w Stanach Zjednoczonych, położone w stanie Iowa, w hrabstwie Keokuk. Zgodnie ze spisem statystycznym z 2000 roku, miasto liczyło 213 mieszkańców.